# Канцлер Римско-католической церкви
Ка́нцлер Ри́мско-католи́ческой це́ркви, точное название Ка́нцлер Свято́й Ри́мской Це́ркви (лат. Cancellarius Santa Romana Ecclesia), Кардинал-вице-канцлер — исторический титул в Римско-католической Церкви, присваивался кардиналу — руководителю Апостольской канцелярии. 
Аналогом этого титула был титул Канцлера Святого Апостольского Престола (лат. Cancellarius Santa Sedis Apostolicae), впервые упоминающийся в документе папы римского Формоза, датируемом 864 годом. Как титул главы Апостольской канцелярии он был утверждён в середине X века, а в 1052 году в понтификат папы Льва IX заменен на титул архиканцлера. В 1198 году в результате реформы канцелярии, проведенной папой Иннокентием III титул канцлера был восстановлен, однако просуществовал недолго: уже в 1227 он был упразднён папой Гонорием III, который ввёл титула вице-канцлера. Вновь титул Канцлера Святой Римской Церкви был восстановлен только апостольской конституцией Sapienti consilio (1908 год) папы Пия X и просуществовал до 1973 года, когда Апостольская канцелярия была упразднена папой Павлом VI.

## Канцлеры Святой Римской Церкви в 1073—1187
Примечание: некоторые канцлеры перед 1144 годом использовали древний титул "bibliothecarius" вместо "cancellarius".
- Пьетро ле Клерк — (1073—1088);
- Джованни Каэтани — (1088—1118);
- Крисогоно Малькондини — (1118—1119);
- Уго д'Алатри — (1119—1123);
- Эймерик Бургундский — (1123—1141);
- Джерардо Каччанемичи — (1141—1144);
  - Бароний, проканцлер — (1144—1145);
- Роберт Пулл — (1145—1146);
- Гвидо да Вико — (1146—1149); 
  - Бозо Брейкспир, проканцлер — (1149—1153);
- Роландо Бандинелли — (1153—1159); 
  - Эрманно, проканцлер — (1159—1162);
- Джованни Мерконе — 1162—1167
  - Джерардо, проканцлер — (1167—1168);
  - Грациано, проканцлер — (1168—1178);
- Альберто ди Морра — (1178—1187).

## Вице-канцлеры Святой Римской Церкви в 1187—1908
- Мозес — (1187—1191);
- Эгидий Пьерлеони — (1191—1194);
- Ченчио Савелли — (1194—1198);
- Райнальди ди Ачеренца — (1198—1200);
- Бьяджо ди Порто Торрес — (1200—1203);
- Джованни да Ферентино — (1203—1205);
- Джованни дей Конти ди Сеньи, канцлер — (1205—1213);
- Райнальдо Магаллона — (1213—1214);
- Фома Капуанский — (1215—1216);
- Райнеро Антиохийский — (1216—1219);
- Вильгельм Моденский — (1219—1222);
- Гвидо Пьерлеони (1222—1226);
- Синибальдо Фиески (31 мая — 18 сентября 1227);
- Мартино Санский — (1227—1232);
- Бартоломео — (1232—1235);
- Гульельмо — (1235—1238);
- Джакомо Бонкампио — (1239—1244);
- Маринус де Эболи — (1244—1252);
- Гульельмо ди Катадего — (1252—1256);
- Райнальдо Маэстро — (1256—1257);
- Джордано Пиронти — (1257—1262);
- Михаил Тулузский — (1262 — приблизительно 1271);
- Джованни Леккакорно — (1272—1273);
- Ланфранк Бергамский — (1273—1276);
- Пьетро Перегроссо — (1276—1288);
- Жан Ле Муан — (1288—1294);
- Джованни Кастрокоэли — (1294—1295);
- Пьетро Валериано Дурагерра — (1295—1296);
- Риккардо Петрони — (1296—1300);
- Пьетро Валериано Дурагерра — (1300—1301), (во второй раз);
- Папинианус делла Ровере — (1301 — приблизительно 1305);
- Пьер Арно де Пуянн — (1305—1306);
- Пётр де Подио — (1306—1307);
- Арно Нувель — (1307—1316);[2]
- Гослен де Жан — (1316—1319);
- Пьер Ле Тесье — (1319—1325);
- Пьер де Прес — (1325—1361);
- Пьер де Монтеру — (1361—1385);[3]
- Франческо Морикотти Приньяни — (1385—1394);
  - Вакансия (1394—1405)[4]
- Анджело Аччайоли — (1405—1408);
- Анджело Чино (31 мая 1408 — 21 июня 1412);
- Жан Алларме де Броньи — (1409—1426);
  - Вакансия (1426—1436)[5]
- Жан де Ла Рошталье — (1436—1437);
- Франческо Кондульмер — (1437—1453);
  - Вакансия (1453—1457)[6]
- Родриго Льянсоль-Борха-и-Борха — (1457—1492);
- Асканио Мария Сфорца Висконти — (1492—1505);[7]
- Галеотто Франчотти делла Ровере — (1505—1507);
- Систо Гара делла Ровере — (1507—1517);
- Джулио Медичи — (1517—1523);
- Помпео Колонна — (1524—1532);[8]
- Ипполито Медичи — (1532—1535);
- Алессандро Фарнезе младший — (1535—1589);
- Алессандро Дамашени Перетти ди Монтальто — (1589—1623);
- Людовико Людовизи — (1623—1632);
- Франческо Барберини старший — (1632—1679);
  - Вакансия (1679—1689)[9]
- Пьетро Оттобони младший — (1689—1740);
- Томмазо Руффо — (29 августа 1740 — 16 февраля 1753);
- Джироламо Колонна ди Шарра — (1753—1756);
- Альберико Аркинто — (20 сентября 1756 — 30 сентября 1758);
- Карло Реццонико младший — (1758—1763);
- Генрих Бенедикт Стюарт — (14 января 1763 — 13 июля 1807);
- Франческо Карафа делла Спина ди Траэтто — (3 августа 1807 — 20 сентября 1818);
- Джулио Мария делла Сомалья — (2 октября 1818 — 2 апреля 1830);
- Томмазо Ареццо — (5 июля 1830 — 3 февраля 1833);
- Карло Одескальки — (1833—1834);
- Карло Мария Педичини — (1834—1843);
- Томмазо Бернетти — (1843—1852);
- Амат ди Сан Филиппо и Сорсо — (1852—1878);
- Антонио Саверио Де Лука — (1878—1883);
- Теодольфо Мертэль — (1884—1899);
- Лючидо Мария Парокки — (1899—1903);
- Антонио Альярди — (1903—1908).

## Канцлеры Святой Римской Церкви в 1908—1973
- Антонио Альярди — (1908—1915);
- Оттавио Каджано де Ацеведо — (1915—1927);
- Андреас Фрювирт, OP — (1927—1933);
- Томмазо Боджани, OP — (1933—1942);
- Чельсо Костантини — (1954—1958);
- Сантьяго Копельо — (1959—1967);
- Луиджи Тралья — (1968—1973).